# 2877 Likhachev
2877 Likhachev eller 1969 TR2 är en asteroid i huvudbältet som upptäcktes den 8 oktober 1969 av den ryska astronomen Ljudmila Tjernych vid Krims astrofysiska observatorium på Krim. Den har fått sitt namn efter den sovjetisk-ryske filologen och konstkritikern Dmitrij Lichatjov (1906–1999).
Den tillhör asteroidgruppen Themis.